# Procedura di Puestow
La  procedura di Puestow  conosciuta anche come procedura di Puestow-Gillesby o pancreatodigiunostomia longitudinale è una tecnica chirurgica utilizzata per il trattamento della pancreatite cronica

## Indicazioni
Utilizzata in alternativa alla sfinteroplastica per trattare i sintomi dolorosi e il recupero pancreatico nella pancreatite cronica, il successo dell'operazione è sul 70-97%

## Intervento
Si procede a creazione artificiale di un passaggio fra il pancreas e il digiuno

## Varianti
La variante ideata da Chromblehome permette il recupero della milza nei bambini